# Виноградський-Вайнбергер Микола
Виноградський-Вайнбергер Микола (*1912- 20 березня 1939)
У селі Лютій працював учителем Микола Виноградський (Вайнбергер), що ширив українство. Вайнбергер був родом із малоберезнянських євреїв, але сприйняв українську національну ідею, віддано й фанатично їй служив. Мадярська окупаційна влада звинуватила Вайнбергера в організації знищення дванадцятьох мадярських «героїв — визволителів». Молодий лютянський учитель після жорстоких  середньовічних катувань сконав у с. Тур'ї Ремети 20 березня 1939 року.
Закарпатський поет Ілько Боднар його смерті присвятив вірш «В неволі».